# Трг Лајоша Кошута (Будимпешта)
Трг Лајоша Кошута (мађ. Kossuth Lajos tér), познат и као Кошутов трг, градски је трг у Будимпешти, у насељу Липотварош на обали Дунава. Најистакнутија знаменитост трга је зграда мађарског Парламента. На тргу се налази станица  метроа линије М2, као и стајалиште трамваја бр. 2.

## Име и историја
Трг, који је преименован 1927. године част Лајоша Кошута, раније је био познат под неколико имена укључујући Трг парламента ( Országház tér) (1898–1927) и Трг депоније (Tömő tér) (1853–1898). Ово име подсећа на то како је низинска територија која је окруживала реку, тада изван града Пеште, била испуњена смећем да би се подигао ниво тла. Прво забележено име било је Трг за истовар бродова (Stadtischer Auswind Platz) из 1820. године.
У другој половини 19. века на тргу су подигнуте велике јавне зграде, међу којима је најзначајнија Зграда мађарског парламента. Насупрот зграде парламента налази се Етнографски музеј (првобитно Палата правде) и Министарство пољопривреде.

После Другог светског рата, изграђен је привремени мост преко Дунава, Кошутов мост, између Трга Лајоша Кошута и Трга Батјани, који је био у употреби од 1946. до 1960. године. Демонтиран је када је већина сталних мостова поново изграђена. Обележен је спомен-каменима на пештанској и будимској страни. На његовом месту је 1973. и 2003. године изграђен понтонски мост, на неколико дана око државних празника.
Од 17. септембра 2006. Кошутов трг је био поприште великих антивладиних демонстрација против премијера Ференца Ђурчања, изазваних објављивањем Ђурчањевог говора у којем је признао да је лагао да би победио на изборима 2006. године. Све до 23. октобра трг је био непрекидно окупиран од стране демонстраната.
Након нереда 23. октобра, полиција је затворила трг. Дуго затварање трга изазвало је контроверзе. Кордони су уклоњени тек 19. марта 2007. године. Оштећени парк је накнадно обновљен, а трг враћен јавности.
Трг је одлуком парламента поново затворен 2012. године, како би се вратио првобитни изглед из периода пре 1944. године. Трг је поново отворен 2014. године као зона без саобраћаја са парком, обновљеним шинама за трамвај бр. 2, подземном гаражом, скулптурама и Спомеником жртвама масакра на Кошутовом тргу од 25. октобра 1956. године.

## Споменици
Испред зграде парламента налазе се Кошутов споменик и  статуа Ференца II Ракоција, као и спомен обележје Мађарске револуције 1956. године. Јужно од Парламента налази се модерна статуа песника Атиле Јожефа, који седи на обали реке како је описано у његовој песми Поред Дунава.
Са обе стране зграде мађарског парламента налазе се реконструисана спомен обележја грофа Иштвана Тисе и грофа Ђуле Андрашија. Дана 28. децембра 2018. године, статуа Имреа Нађа, свечано отворена 1996. године, премештена је на Трг Јасаи Мари, да направи место за реконструисани Споменик народним мученицима, који је стајао на тој локацији од 1934. до 1945. године.
- Кошутов споменик
- Споменик на револуцију 1956.
- Споменик народним мученицима
- Споменик грофа Иштвана Тисе
- Споменик грофа Ђуле Андрашија